# OMG (canção de Camila Cabello)
"OMG" é uma música gravada pela cantora cubana Camila Cabello, com participação do rapper estadunidense Quavo. Foi lançado em 3 de agosto de 2017 como um dos singles promocionais juntamente com "Havana".

## Composição
"OMG" é uma música inspirada no ritmo hip hop com uma batida que lembra o trap ao som baixo atmosférico sob uma melodia "suave", juntamente com os vocais de Cabello e Quavo sob efeitos de auto-tune. Na letra, Cabello menciona ser de Miami e "causar problemas em L.A" e aprecia a físico de seu interesse amoroso. Em seu verso, Quavo fala de suas intenções com uma mulher com quem ele está apaixonado, ao fazer referências ao single "Bad and Boujee" de seu grupo, Migos.

## Recepção da crítica
Nick Maslow do Entertainment Weekly descreveu a canção como um "club-banger" cheio de atitude. Escrevendo para XXL, Peter A. Berry opinou que o verso de Cabello contém um "fogo rápido flexível e uma cadência não diferente da de um integrante do Migos," completando que "é como se a canção pudessem ter sido escrito pelo próprio Quavo." Allison Browser, do MuchMusic, achou  a "melodia sexy" e "é perfeita para qualquer pessoa que esteja procurando por um incrível música".

## Apresentações ao vivo
"OMG" foi performado pela primeira vez na cidade de San José em 20 de Julho de 2017, apresentado no set list de de Cabello quando ela atuou como artista de abertura para Bruno Mars em sua 24K Magic World Tour, juntamente com outras três canções então inéditas de Cabello, "Havana", "Never Be the Same", e "Inside Out". Cabello apresentou "OMG"-"DNA", apresentando o dancebreak "DNA" de Kendrick Lamar, no Billboard Hot 100 Music Festival, no WiLD 94.9 e no Jingle Ball do HOT 99.5.

## Créditos e equipe
Créditos adaptados do Tidal.
Equipe
- Camila Cabello – vocal principal, composição
- Quavo – vocais convidados, composição
- Stargate – composição, produção
- Charli XCX – composição
- Noonie Bao – composição
- Sasha Sloan – composição
- Serban Ghenea – mixagem
- John Hanes – mixagem, engenharia
- Chris Gehringer – masterização

## Desempenho nas tabelas musicais
"OMG" estreou no número 81 da Billboard Hot 100 em 27 de agosto de 2017, junto com "Havana", que entrou na posição 99. Deu a Cabello sua quinta e sexta entradas solo na parada de componentes. Na mesma semana, "OMG" estreou no número 19 na parada Digital Songs, vendendo 20.000 downloads digitais em sua primeira semana inteira de lançamento, conforme relatado pela Billboard. No Canadá, "OMG" alcançou 53 no Canadian Hot 100. Mais tarde, foi certificado em ouro pela associação Music Canada em 30 de maio de 2018, denotando vendas de 80.000 cópias. A música também entrou nas paradas nos países europeus com números feitos em sua primeira semana, estreando entre as 100 melhores em dois componentes do Official Charts, o UK Singles Charts, onde estreou na posição de número 67 e chegou ao máximo em 31 no Official Scottish Singles. Obteve sua posição mais alta na Espanha, onde alcançou a posição máxima no número 16 e passou duas semanas consecutivas nas paradas. Até 25 de janeiro de 2019, já havia ultrapassou 100 milhões de visualizações no YouTube.
| Tabela musical (2017)                     | Melhor posição |
| ----------------------------------------- | -------------- |
| Austrália (ARIA)                          | 77             |
| Canadá (Canadian Hot 100)                 | 53             |
| Escócia (The Official Charts Company)     | 15             |
| Eslováquia (Singles Digitál Top 100)      | 56             |
| Espanha (PROMUSICAE)                      | 16             |
| Estados Unidos (Billboard Hot 100)        | 81             |
| Estados Unidos (Digital Songs)            | 19             |
| França (SNEP)                             | 179            |
| Países Baixos (Single Tip)                | 22             |
| Nova Zelândia (RMNZ)                      | 1              |
| Portugal (AFP)                            | 65             |
| Reino Unido (UK Singles Chart)            | 67             |
| República Checa (Singles Digitál Top 100) | 73             |

## Certificações
| Região | Certificação | Vendas/distribuição |
| --- | ------------ | ------------------- |
| Austrália (ARIA) | Ouro         | 35,000^             |
| Canadá (Music Canada) | Platina      | 80,000‡             |
| *vendas baseadas apenas na certificação ^distribuições baseadas apenas na certificação ‡vendas+valores de streaming baseados apenas na certificação |              |                     |